# Ивановка (Токмакская городская община)
Ивановка (укр. Іванівка) — село,
Токмакская городская община,
Пологовский район,
Запорожская область,
Украина.
Код КОАТУУ — 2325283602. Население по переписи 2001 года составляло 168 человек.

## Географическое положение
Село Ивановка находится на правом берегу реки Токмачка,
выше по течению на расстоянии в 2 км расположено село Остриковка,
ниже по течению на расстоянии в 3 км расположено село Токмак,
на противоположном берегу — село Снегуровка.

## История
- 1929 год — дата основания как село Новоивановка.
- В 1961 году переименовано в село Ивановка.